# Hapax Legomena
Pour le terme linguistique, voir Hapax legomenon.
Hapax Legomena est un cycle de sept films du cinéaste expérimental américain Hollis Frampton. Le cycle complet est présenté pour la première fois en novembre 1972.

## Production
Nostalgia, Critical Mass, et Travelling Matte sont les trois premiers films à être achevés. Frampton commence à les considérer comme « un effort unique et continu » et, à la fin de l'année 1971, il déclare qu'il « savait parfaitement ce qu'il fallait faire ». Il considère Hapax Legomena comme « une œuvre unique composée de parties détachables, dont chacune peut être vue séparément pour ses qualités propres ».
Le titre du cycle fait référence à l'« hapax legomenon », un mot qui apparaît précisément une fois dans un corpus. Frampton s'est intéressé au problème que leur signification peut être difficile à déterminer parce que leur contexte est limité à une seule apparition. Frampton a déjà fait référence à ce phénomène dans son court métrage Lemon (en), dont le titre est un « hapax legomenon » du roman Ulysse de James Joyce. Il propose d'abord d'utiliser Hapax Legomena comme titre d'un recueil de courts poèmes avant de le choisir pour le cycle de films.

## Œuvres

### Nostalgia
Dans Nostalgia, des photographies prises par Frampton sont lentement brûlées sur une plaque chauffante. Michael Snow lit des commentaires personnels de Frampton ; cependant, les images sont décalées de telle sorte que les photographies dont il parle apparaissent après la narration correspondante.

### Poetic Justice
Poetic Justice montre une pile de papiers, sur une table, à côté d'une plante et d'une tasse de café. Les pages se superposent les unes aux autres, formant un scénario qui raconte une histoire surréaliste. À la suggestion de Nathan (en) et Joan Lyons (en), Frampton le publie sous forme de livre.

### Critical Mass
Critical Mass montre une dispute entre deux personnages. Il commence par un écran sombre et un son unique, qui mène à la section principale où l'image est composée de segments de longueur fixe qui se répètent partiellement les uns sur les autres et où la piste sonore est montée pour se déplacer en synchronisation avec l'image et se désynchroniser de celle-ci. C'était la première fois que Frampton travaillait avec des acteurs. Il a choisi Barbara DiBenedetto et Frank Albetta, de l'université de Binghamton, pour incarner le couple et leur a demandé d'improviser à partir d'une prémisse qu'il avait écrite. Ils ont tourné le film en une seule prise. Le titre du film provient de la masse critique, la plus petite quantité de combustible nucléaire nécessaire pour entretenir une réaction en chaîne.

### Travelling Matte
Travelling Matte commence par une vidéo de l'université de Binghamton que Frampton a filmée avec un Portapak. Il refilme les séquences sur une télévision, manipulant l'image avec sa main entre la caméra et l'écran. Le titre du film fait référence à un travelling matte (cache/contre-cache), une technique cinématographique qui consiste à utiliser une forme changeante pour fusionner plusieurs images.

### Ordinary Matter
Ordinary Matter montre des images animées de paysages et de monuments. Frampton tourne la plupart des séquences lors d'un voyage en Angleterre. Pour la bande sonore du film, il lit les syllabes chinoises dans un tableau Wade-Giles (en), mais sans intonation. Le titre du film provient de la matière ordinaire, une matière qui constitue la quasi-totalité de l'univers observable.

### Remote Control
Remote Control est divisé en cinq sections, chacune d'entre elles utilisant la même bobine de 100 pieds comme source d'images. Frampton filme des émissions de télévision une image à la fois, chaque fois que le plan change ou qu'il y a un panoramique. Les cinq sections modifient le métrage de différentes manières et utilisent différentes schématisations pour afficher les nombres de 0 à 40.

### Special Effects

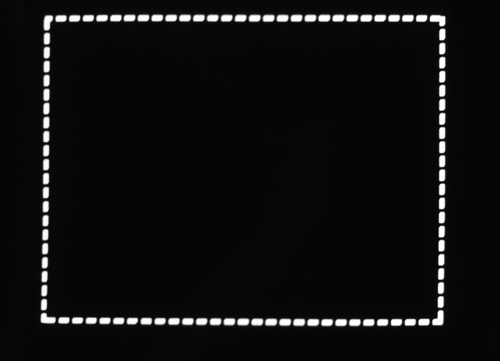
Une image de Special Effects (1972)

Special Effects n'affiche que le contour blanc en pointillés d'un rectangle qui se déplace sur un fond noir. Il est accompagné d'une bande sonore synthétisée. Frampton crée le film en filmant une image statique à distance avec un téléobjectif tenu à la main, de sorte que le léger tremblement de son corps est rendu par le mouvement du rectangle.

## Thèmes
Plusieurs œuvres d'Hapax Legomena traitent d'autres supports visuels liés au cinéma. Nostalgia et Poetic Justice contiennent des histoires sur la photographie, cette dernière étant présentée sous la forme d'un scénario. Travelling Matte montre le transfert d'une vidéo sur un film, et Remote Control transfère des images télévisées sur un film,.
Frampton note que le cycle contient des éléments autobiographiques. Nostalgia est le film le plus explicitement autobiographique, car il contient plusieurs histoires tirées de sa propre vie. Il s'est séparé de sa femme après l'achèvement du film, et les deuxième et troisième films du cycle traitent de la jalousie sexuelle et des difficultés relationnelles,.

## Réception et héritage
Le cycle complet Hapax Legomena est créé en novembre 1972 au Walker Art Center. Nostalgia (finalement intronisé dans le National Film Registry en 2003)) et Critical Mass sont les films du cycle qui ont connu le plus grand succès commercial.
Bill Brand (en) supervise une restauration des films en 2009, avec le soutien d'Anthology Film Archives, de la National Film Preservation Foundation (en), du Museum of Modern Art et du programme d'archivage et de préservation des images animées de l'université de New York. Les trois premiers films d'Hapax Legomena - Nostalgia, Poetic Justice et Critical Mass - sont publiés en 2012 dans le cadre de la Criterion Collection A Hollis Frampton Odyssey,.